# Erich Wiesner
Erich Wiesner,, född 17 april 1897 i Weimar, Sachsen-Weimar-Eisenach (Kejsardömet Tyskland), död 16 oktober 1968 i Schwerin, Östtyskland, var en tysk kommunistisk politiker i Tyskland socialistiska enhetsparti (SED).
Röda armén tillsatte maj 1945 Wiesner som borgmästare i Stettin, som efterföljare till Erich Spiegel, vilket han var till juli 1945 då staden överlämnades till polska staten. Han blev därför den siste tyske borgmästaren i Stettin. I augusti till november 1945 var han borgmästare i Schwerin som efterträdare till Heinz Maus.